# Škoda Auto
Škoda [ˈʃkɔda] [▶] je češki proizvođač automobila sa sjedištem u Mladoj Boleslavi.

## Povijest
Tvrtka je osnovana 27. lipnja 1925., kada je kupio koncern Škoda češkog proizvođača automobila Laurin & Klement u Mladoj Boleslavi. Václav Laurin je ostao tehnički direktor. Od 16. travnja 1991. Škoda je u vlasništu Volkswagen Grupe.

## Modeli 2019.
| Citigo  | gradski automobil 3 vrata | gradski automobil 5 vrata |
| Fabia   | hatchback                 | karavan                   |
| Octavia | limuzina                  | karavan                   |
| Superb  | limuzina                  | karavan                   |
| Scala   | hatchback                 |                           |
| Kodiaq  | SUV                       |                           |
| Karoq   | SUV                       |                           |
| Kamiq   | SUV                       |                           |

## Modeli
- Logo Škoda Auto 2013.
- Laurin & Klement (1890.)
- Laurin & Klement A (1898.)
- Škoda 422 (1930.)
- Škoda Octavia Super (1960.)
- Škoda MB 1000 (1966.)
- Škoda 136 LR (1984.)
- Škoda Fabia Super 2000
- Škoda Vision D (2011.)

### 1923–1945
| - Škoda 150 (1923.) - Škoda 350 (1925.) - Škoda 110 Serija 1+2 (1925.) - Škoda 120 (1925.) - Škoda 110 Serija 3-10 (1926.) - Škoda 360 (1926.) - Škoda-Hispano-Suiza 25/100 KS (1926.) - Škoda 4 R (1928.) - Škoda 6 R (1929.) - Škoda 430 (1929.) - Škoda 860 (1929.) - Škoda 645 (1929.) - Škoda 422 (1930.) - Škoda 430 D (1930.) - Škoda 633 (1931.) - Škoda 650 (1932.) - Škoda 637 (1932.) - Škoda 932 (1932.) (prototip) - Škoda 420 Standard (1933.) - Škoda 418 Popular (1934.) | - Škoda 420 Popular (1934.) - Škoda 420 Rapid (1934.) - Škoda 430 D (1934.) - Škoda 637 D / K (1934.) - Škoda 640 Superb (1934.) - Škoda 418/421 Popular Sport (1935.) - Škoda Rapid (1935.) - Škoda Rapid Six (1935.) - Škoda 935 (1935.) (prototip) - Škoda Favorit (1936.) - Škoda Superb (1934.) (1936.) - Škoda Popular (1937.) - Škoda Sagitta (1937). (prototip) - Škoda Popular 1100 (1938). - Škoda Rapid OHV (1938). - Škoda Favorit 2000 OHV (1938). - Škoda Superb 4000 (1939). - Škoda Popular 995 (1939). - Škoda 1101 "Tudor" (1940.) - Škoda Rapid 2200 (1941.) |

### 1948–1993
| - Škoda 1102 "Tudor" (1948.) - Škoda VOS (1948.) - Škoda Sport (1949.) - Škoda Supersport (1950.) - Škoda-Tatra 600 (1951.) - Škoda MOŽ-2 (1951.) (prototip) - Škoda 973 (1952.) (prototip) - Škoda 1200 (1952.) - Škoda 1201 (1954.) - Škoda 440 („Spartak“)/445/450 (1955.) - Škoda 1101 OHC (1957.) - Škoda Octavia (1959.) - Škoda Felicia (1959.) - Škoda 1202 (1960.) - Škoda F3 (1964.) - Škoda 1000 MB (1964.) | - Škoda 1000 MBG/MBX (1966.) - Škoda 1100 MB/MBX (1967.) - Škoda 1203 - Škoda 100 (1969.) - Škoda 110 (1969.) - Škoda-TAZ (1971.) - Škoda 120 S (1971.) - Škoda 130 RS (1975.) - Škoda 105 (1976.) - Škoda 120 / 125 (1976.) - Škoda Garde / Rapid 130 / 135 Rapid (1981.) - Škoda 136 Rapid (1981.) - Škoda 130 / 135 / 136 (1984.) - Škoda Favorit (1987.) (Kombi: Forman) - TAZ 1203 (1993.) - TAZ 1500 (1993.) |

### od 1991. (kao dio Volkswagen grupe)
- Škoda Felicia (1994.)
- Škoda Octavia (1996.)
- Škoda Fabia (1999.)
- Škoda Superb (2001.)
- Škoda Octavia II (2004.)
- Škoda Roomster (2006.)
- Škoda Fabia II (2007.)
- Škoda Praktik (2007.)
- Škoda Superb II (2008.)
- Škoda Yeti (2009.)
- Škoda Citigo (2011.)
- Škoda Rapid (2012.)
- Škoda Octavia III (2013.)
- Škoda Fabia III (2014.)
- Škoda Superb III (2015.)
- Škoda Kodiaq (2016.)
- Škoda Karoq (2017.)
- Škoda Scala (2018.)
- Škoda Kamiq (2019.)

## Vanjske poveznice
- Službene stranice Škoda Hrvatska
- Škoda Owners Club of Great Britain  Arhivirana inačica izvorne stranice od 22. travnja 2019. (Wayback Machine) (eng.)
- Skoda owners' community and forums (eng.)
- http://www.skodaforum.com  Arhivirana inačica izvorne stranice od 10. kolovoza 2007. (Wayback Machine) Skoda Forum (eng.)
- Skoda Forum based on the VAG Group  Arhivirana inačica izvorne stranice od 26. rujna 2017. (Wayback Machine) (eng.)